# Francisco José Contreras
Francisco José Contreras Peláez (ur. 17 lutego 1964 w Sewilli) – hiszpański prawnik, filozof prawa, nauczyciel akademicki i polityk, profesor Uniwersytetu w Sewilli, deputowany.

## Życiorys
W 1987 ukończył studia prawnicze na Uniwersytecie w Sewilli, doktoryzował się tamże w 1993. Zawodowo związany z macierzystą uczelnią, na której doszedł do tytularnego stanowiska profesora filozofii prawa. Był również wykładowcą na Universidad de Huelva.
Autor lub współautor publikacji książkowych: Derechos sociales: teoría e ideología (1994), Defensa del Estado social (1996), La filosofía de la historia de Johann G. Herder (2004), Savigny y el historicismo jurídico (2004), Tribunal de la razón: El pensamiento jurídico de Kant (2004), Kant y la guerra (2007), Nueva izquierda y cristianismo (2011), Liberalismo, catolicismo y ley natural (2013) oraz La filosofía del Derecho en la historia (2014).
Zaangażował się w działalność polityczną w ramach ugrupowania Vox. Wszedł w skład jego władz krajowych w Andaluzji. W wyborach z listopada 2019 uzyskał mandat posła do Kongresu Deputowanych.